# Cesar Šomu
Cesar Šomu (聖武天皇 Šomu-teno, 701 – 4. junij 756) je 45. japonski cesar v skladu s tradicionalnim dednim nasledstvom. Vladal je med leti 724 in 749.

## Tradicionalna zgodba
Ne poznamo njegovega osebnega imena (imine) pred vzponom na krizantemin prestol. Poznali so ga kot Oši-hiraki Tojosakura-hiko-no-mikota. Šomu je bil sin cesarja Monmuja in Fudživara no Mijako, hčerke Fudživara no Fuhita. Imel je štiri cesarice ter šest cesarskih sinov in hčera.

### Dogodki tekom kraljevanja cesarja Šomuja
V času očetove smrti je bil Šomu še otrok, zato sta pred njegovo zasedbo prestola vladali cesarici Genmei in Genšo.
- 724 (Joro, 8. leto, 1. mesec): V 9. letu vladavine cesarice Genšo (元正天皇九年) le-ta abdicira in nasledstvo (senso) pripade njenemu nečaku. Kmalu zatem zasede prestol (sokuj) kot cesar Šomu.[8]
- 31. januar 724 (Džinki, 1. leto): sprememba imena nengo v čast novemu cesarju.[9]

Šomu je nadaljeval z bivanjem v palači Hezei. Znan je kot prvi cesar, čigar družica Komjo ni bila rojena v cesarski družini. Bila je zgolj navadna pripadnica klana Fudživara. Za cesarico družico so ustanovili novo pisarno po zakoniku ricurjo, imenovano Kogogušiki; ta uradniška inovacija se je obdržala v obdobju Heian.

#### Turneja v vzhodne province
Ko so bojni manevri upora Fudživara no Hirocuguja še potekali, se je cesar v 10. mesecu 12. leta nenga Tenpjo (november 740) odpravil iz prestolnice v Heidžo-kioiu (sodobna Nara) in potoval na vzhod preko mest Horikoši (堀越頓宮, danes Cuge), Nabari, Ao (安保頓宮, danes Aojama) v Kavaguči v okrožju Ičiši province Ise (danes del mesta Cu, včasih imenovan Hakusan), kjer se je z dvorom umaknil v začasno palačo. Eden od njegovih generalov je ostal in upravljal prestolnico. Prav Šomu se je verjetno bal podpornikov Fudživar v Nari. S svojo prisotnostjo je skušal pomiriti nemire, če bi se te netili v provincah dežele. Po štirih dneh potovanja po močnem dežju in blatu so na 2. dan 11. meseca 12. leta nenga Tenpjo (25. november 740) prispeli v Kavaguči. Nekaj dni kasneje so izvedeli za Hirocugujev uboj in da je bil upor zatrt.
Kljub dobri novici se cesar ni takoj vrnil v Heidžo-kjo, ampak ostal še 9 dni v Kavagučiju. Nadaljeval je pot proti vzhodi in potem proti severu mimo province Mino, potem pa na zahod ob obali jezera Biva do Kunija v provinci Jamaširo (danes Kizugava), ki ga je dosegel 15. dan 12. meseca 12. leta nenga Tenpjo (6. januar 741). Vmes se je ustavil v mestu Akasaka (赤坂頓宮, danes Suzuka), okrožju Asake (朝明郡, danes Jokači), mestu Išiura (石占頓宮, danes Tado), okrožju Tagi (当伎郡, danes Joro), mestih Fuva (不破頓宮, danes Taruj), Jokokava (横川頓宮, danes Santo ali Maihara), Inukami (犬上頓宮, danes Hikone), okrožju Gamo (蒲生郡, danes blizu Jokačija) in mestih Jasu (野洲頓宮, danes Jasu ali Morijama), Avazu (禾津頓宮, danes Ocu) ter Tamanoj (玉井頓宮, danes Jamašina-ku, Kjoto). Na 15. dan 12. meseca 12. leta nenga Tenpjo (6. januar 741) je razglasil Kuni-kjo za novo prestolnico. Ker se nahaja med hribi in ob reki severno od Nare, je Kuni zlahka ubranljiv. Poleg tega je bilo območje povezano z Tačiban no Moroeiem, »ministrom na desni«, medtem ko je bila Nara središče klana Fudživara.

### Časovni trak
- 724 (Džinki, 1. leto): Ustoličenje cesarja Šomuja.
- 740 (Tenpjo, 12. leto, 8. mesec): Kibi no Makibi in Genbo kujeta zaroto proti Fudživara no Hirocugiju, ki je Dazai šoni na Kjušuju.[20]
- 740 (Tenpjo, 12. leto, 9. mesec): Hirocugi se upre zaradi vse večjega vpliva Genba in drugih.
- 740 (Tenpjo, 12. leto, 9. mesec): Vojska 17.000 mož pod poveljstvom Ono no Azumabita se odpravi proti Kjušuju, da bi zatrla upor.
- 740 (Tenpjo, 12. leto, 10. mesec): Hirocugu je poraženec, obglavijo ga v provinci Hizen.
- 740 (Tenpjo, 12. leto): Nova prestolnica v palači Kuni-kjo.
- 741 (Tenpjo, 13. leto): Cesar pozove k vsedržavnem ustanavljanju deželnih templjev kokubundži in samostanov za nune kokubunnidži.[21]
- 743 (Tenpjo, 15. leto): Cesar naroči izdelavo velikega Buda Daibucu pri templju Todai-dži v Nari.[22]
- 743 (Tenpjo, 15. leto): Zakon o stalnem lastništvu kultivirane zemlje (墾田永代私財法).
- 744 (Tenpjo, 16. leto): Spomladi prestavijo dvor v Naniva-kjo, ki postane nova prestolnica.
- 745 (Tenpjo, 17. leto): Cesar imenuje Šigaraki-kjo za novo prestolnico
- 745 (Tenpjo, 17. leto): Prestolnico se vrne v Heidžo-kjo, gradnja velikega Buda se nadaljuje
- 749 (Tenpjo, 21. leto, 4. mesec): Šomu, cesarica, njuni otroci in vsi velikaši na dvoru gredo v procesiji proti templju Todai-dži. Cesar je stal pred kipom in se razglasil za sužnja treh načel budizma,[23] ki so Buda, budistični zakoni in budistična cerkev.[24]
- 749 (Tenpjo, 21. leto, 7. mesec): Po 25-letni vladavini cesar abdicira v korist svoje hčerke, princese Takano, ki postane cesarica Koken.[25] Po odstopu s prestola postane budistični svečenik. Cesarica Komjo sledi cesarjevem zgledu in postane budistična nuna.
- 752 (Tenpjo-šoho, 4. leto, 4. mesec): Slovesnost odpiranja očesa ob dokončanju kipa velikega Buda v Todai-džiju; vodi jo Roben.[26]

### Zapuščina
Šomu, zaprisežen budist, je najbolj znan kot naročnik šestnajstmetrskega kipa Buda Vairokana (tudi Daibucu – Veliki Buda"), ki ga je dal leta 743 zgraditi pri templju Todai-dži v Nari. Za tisti čas je bil to velik projekt in kasnejši pisci kronik so ga obtožili, da je z njim porabil vse državne rezerve brona in žlahtnih kovin. Leta 752 je priredil praznovanje odpiranja oči velikega Buda.
Leta 741 je ustanovil sistem templjev na deželi, s čimer je prišel bližje kot katerikoli cesar temu, da bi Japonsko razglasil za budistično deželo. Poleg tega je odredil praznovanje dneva ohigan, ki je budistični praznik ob spomladanskem in jesenskem enakonočju.
Cesar Šomu je umrl v starosti 56 let. Dejanski kraj cesarjevega groba je znan. Tradicionalno ga častijo v spominskem šintoističnem svetišču (misasagi) v Nari. Cesarska hiša je posvetila to lokacijo kot njen mavzolej. Uradno se imenuje Sahojama no minami no misasagi. Grob se lahko obišče v Horendži-čoju v mestu Tenri blizu Nare. Cesarski grob cesarice družice Komjo je blizu.

### Kugjo
Kugjo (公卿) je skupni izraz za peščico najbolj močnih moških, delujočih na dvoru japonskega cesarja v času pred obdobjem Meidži.
Večino časa so to elitno skupino sestavljali samo trije ali štirje možje naenkrat. Njihovo družinsko ozadje in izkušnje so jih pripeljale do vrha družbe. V času vladavine cesarja Šomuja so vrh organa Dajdžo-kan sestavljaliː
- Daidžo-daidžin (720-735), Toneri-šino (舎人親王) (9. sin cesarja Tenmuja);[31]
- Daidžo-daidžin (737-745), Suzuka-o (鈴鹿王) (sin princa Takečija).
- Sadaidžin (724-729), Nagano-o (長屋王) (sin princa Takečija).;
- Sadaidžin (743-756), Tačibana no Moroe (橘諸兄) (prej Kacuragi-o, princ Kacuragi) (polbrat cesarice Komjo) .
- Udaidžin (734-737), Fudživara no Mučimaro (藤原武智麻呂) (sin Fudživara no Fuhita).
- Naidaidžin, Fudživara no Tojonari (藤原豊成) (sin Fudživara no Mučimara).
- Dainagon, Fudživara no Fusasaki (藤原房前) (sin Fudživara no Fuhita).

## Erenengov času vladavine Šomuja
Leta vladavine cesarja Šomuja sovpadajo z več imeni dob (nengo).
- Džinki (724-729)
- Tenpjo (729-749)
- Tenpjo-kanpo (749)
- Tenpjo-šoho (749-757)

## Družice in otroci
- Cesarica: Komjo (701-760)
  - Cesarica Koken (718-770)
  - Princ Motoj (基王) (727-728)
- Bunin: Agatainukai no Hirotodži (県犬養広刀自) (?-762), hčerka Agatainukai no Morokoši
  - Cesarska princesa Inoe (井上内親王) (717-775), poročena s princem Širakabejem (poznejši cesar Konin)
  - Cesarska princesa Fuva (不破内親王) (?–po 795), poročena s princem Šiojakijem (sinom princa Nitabeja)
  - Cesarski princ Asaka (安積親王) (728-744)
- Bunin: hčerka Fudživara no Mučimara (?-748)
- Bunin: hčerka Fudživara no Fusasakija (?-760)
- Bunin: Tačibana-no-Hirooka no Konakači (橘広岡古那可智) (?-759), hčerka Tačibana no Saja